# Gordon Conway
Pour les articles homonymes, voir Conway.
Gordon Richard Conway, né le 6 juillet 1938 et mort le 30 juillet 2023, est un écologiste agricole et ancien président de la Fondation Rockefeller et de la Royal Geographical Society. Il est professeur de développement international à l'Imperial College de Londres et directeur d'Agriculture for Impact, une bourse financée par la Fondation Bill-et-Melinda-Gates, qui se concentre sur le soutien européen au développement agricole en Afrique.

## Éducation
Conway fait ses études à l'Université de Bangor, à Cambridge et à l'Université des Antilles à Trinidad. Il obtient son doctorat en philosophie à l'Université de Californie à Davis.

## Carrière
Au début des années 1960, travaillant à Sabah, au nord de Bornéo, il devient l'un des pionniers de l'Agriculture durable et de la lutte antiparasitaire intégrée. De 1970 à 1986, il est professeur de technologie environnementale à l'Imperial College of Science and Technology de Londres. Il dirige ensuite le programme d'agriculture durable de l'Institut international pour l'environnement et le développement à Londres avant de devenir représentant de la Fondation Ford à New Delhi de 1988 à 1992. Il est vice-chancelier de l'Université du Sussex et président de l'Institute of Development Studies ,,,.
Il est élu onzième président de la Fondation Rockefeller en avril 1998, poste qu'il occupe jusqu'en 2004 . De 2004 à 2009, il est également président de la Royal Geographical Society . Il prend ses fonctions de conseiller scientifique en chef du ministère britannique du développement international en janvier 2005, jusqu'en 2009 ,,,.
Conway travaille ensuite à l'Imperial College de Londres et dirige le projet Agriculture for Impact, financé par Bill & Melinda Gates, qui étudie les moyens d'accroître et d'améliorer le développement agricole des petits exploitants agricoles en Afrique subsaharienne. Il s'agit d'une initiative de plaidoyer indépendante, basée à l'Imperial College de Londres et soutenue par la Fondation Agriculture for Impact Bill & Melinda Gates . Selon le site Web de l'organisation, l'initiative a duré jusqu'à l'été 2016 . Il est sous-lieutenant pour l'East Sussex.

## Honneurs et récompenses
En juin 2004 il reçoit un diplôme honorifique de l'Open University en tant que docteur de l'univers et est élu membre de la Royal Society ,. En 2005, il est investi Chevalier Commandeur de l'Ordre de Saint Michel et Saint George (KCMG). En 2008, il est élu membre honoraire de la Royal Academy of Engineering  et reçoit en 2017 la Médaille du fondateur de la Royal Geographical Society .

## Livres
Auteur :
- Récolte indésirable : agriculture et pollution (Earthscan, Island Press) (ISBN 1-85383-036-4)
- La révolution doublement verte : de la nourriture pour tous au 21e siècle (Penguin and University Press, Cornell) (ISBN 0-8014-8610-6) [18]
- Islamophobie : un défi pour nous tous (The Runnymede Trust) (ISBN 0-902397-98-2) .

Co-auteur :
- Science et innovation pour le développement (UK Collaborative on Development Sciences (UKCDS))
- Un milliard d'affamés : pouvons-nous nourrir le monde ? » a été publié en octobre 2012 [19].